# Murakami (keizer)
Keizer Murakami (村上天皇, Murakami-tennō, 14 juli 926 – 5 juli 967) was de 62ste keizer van Japan volgens de traditionele opvolgingsvolgorde. Hij regeerde, gemeten volgens de traditionele Japanse kalender, van de 20e dag van de 4e maand van Tengyō 9 (946) tot aan zijn dood.
Murakami's mausoleum staat bekend als Murakami no misasagi en bevindt zich in Ukyō-ku.

## Genealogie
Murakami’s eigennaam (imina) was Nariakira-shinnō (成明親王).
Nariakira-shinnō was de 14e zoon van keizer Daigo en de jongere broer van keizer Suzaku.
Murakami had in zijn leven 10 keizerinnen en hofdames, met wie hij in totaal 19 kinderen kreeg.

## Leven
Murakami werd in 944 tot kroonprins benoemd. In 946 trad Suzaku af, waardoor Murakami op 21-jarige leeftijd de troon besteeg.
Murakami’s oom aan vaders kant, Fujiwara no Tadahira, was voor Murakami zijn Sessho (regent) tot aan zijn dood in 949. Na zijn dood werd geen nieuwe regent benoemd, waardoor Murakami in theorie de eerste keizer in lange tijd was die direct over het land regeerde. In werkelijkheid kwam de macht in het land steeds meer in handen van de Fujiwara-clan. Vooral de broers Fujiwara no Saneyori en Fujiwara no Morosuke verkregen veel macht aan het hof, waardoor zij via Murakami de de facto leiders van Japan werden.
In 951 gaf Murakami het bevel tot het opstellen van de Gosen Wakashū. In 960 brandde het keizerlijk paleis af.
In 967 stierf Murakami. Ten tijde van zijn dood was hij inmiddels een centraal figuur van de cultuur van de Heianperiode geworden. Hij was namelijk erg bedreven in het bespelen van de fluit en koto.

## Periodes
Murakami’s regeerperiode omvat de volgende periodes van de geschiedenis van Japan:
- Tengyō (938-947)
- Tenryaku (947-957)
- Tentoku (957-961)
- Ōwa (961-964)
- Kōhō (964-968)

* Regent Jingu staat niet op de traditionele lijst.